# Zes sonates voor klavecimbel en viool (J.S. Bach)

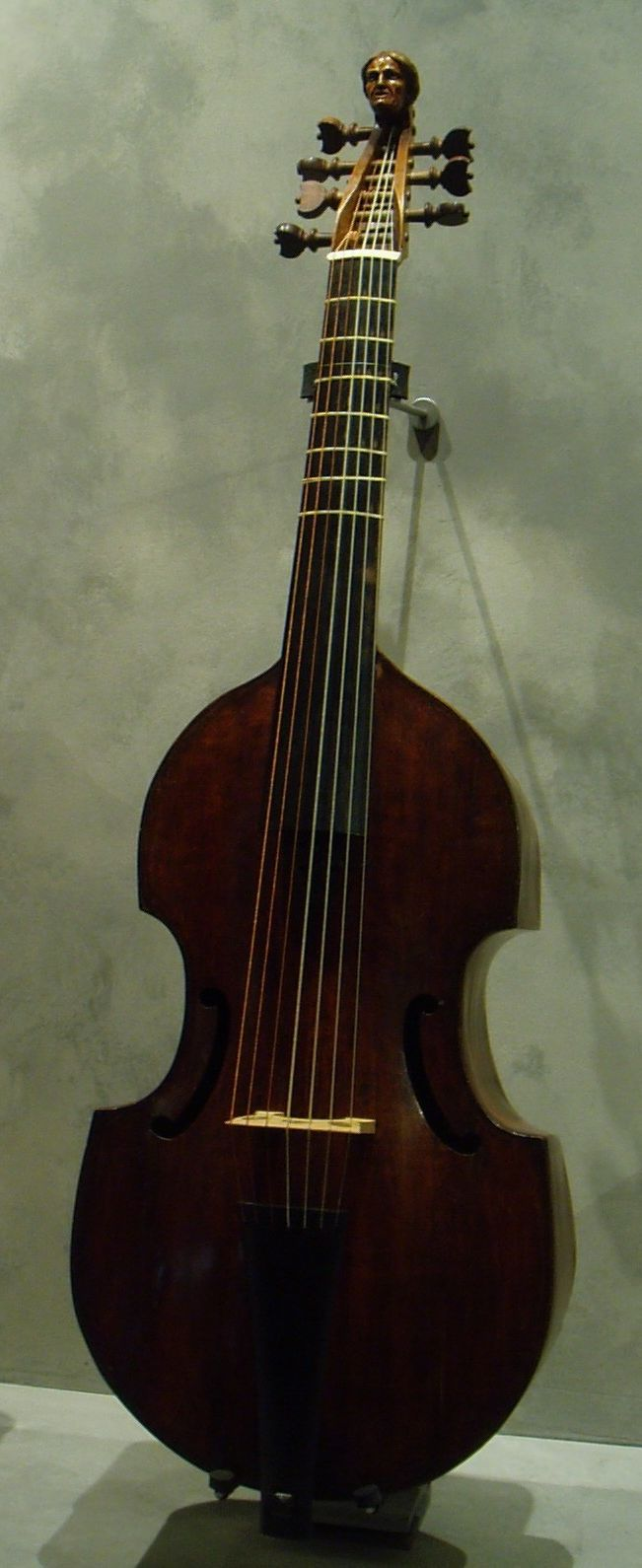
Viola da gamba

De Zes sonates voor klavecimbel en viool (BWV 1014-1019) zijn door Johann Sebastian Bach waarschijnlijk in Köthen gecomponeerd.

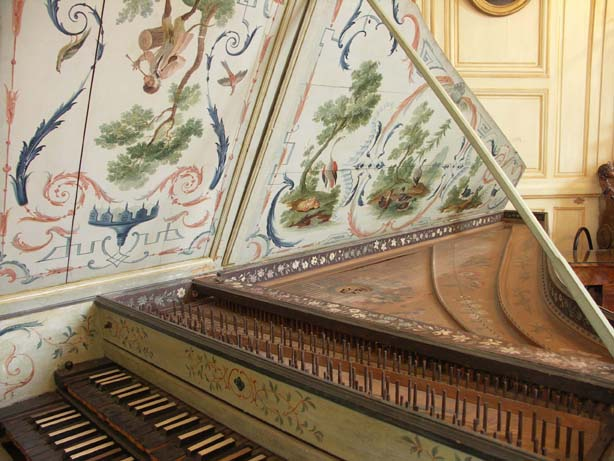
Klavecimbel

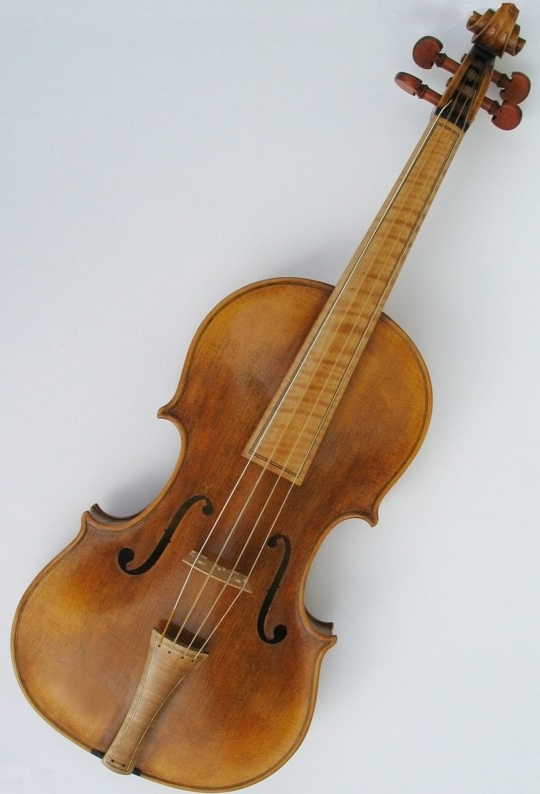
Barokviool

De sonates vormen een eenheid zoals gebruikelijk bij barokcomponisten: een serie van zes soortgelijke werken, verzameld in één bundel. Ook Bach volgde deze gewoonte, bijvoorbeeld bij de zes Brandenburgse Concerten, de zes sonates en partita's voor onbegeleide viool, de zes partita's uit de eerste Clavier-Übung, de zes cellosuites of de zes Schüblerkoralen. Bach werkte binnen dit soort verzamelingen de mogelijkheden voor een bepaalde muzikale combinatie of een bepaald instrument volledig uit.
De eerste 5 sonates zijn naar alle waarschijnlijkheid voltooid in Köthen, van de zesde sonate waren de eerste twee delen (en misschien het vierde) al gereed in die fase, terwijl de andere delen van die sonate in 1725 in Leipzig zijn toegevoegd, waarschijnlijk op basis van een verloren gegane triosonate voor fluit, viool en basso continuo; verscheidene delen van de andere sonates zouden ook afkomstig kunnen zijn van verloren sonates en concertdelen.
Een vroege kopie is gemaakt door Johann Christoph Altnikol, een van Bachs favoriete leerlingen en zijn latere schoonzoon. Deze kopie heeft als titel Sechs Trio für Clavier und die Violine (Zes trio's voor klavier en viool). De term trio geeft aan dat het klavecimbel twee rollen moet vervullen: als partner in de dialogen en als ondersteuner van het gehele werk. In de meeste delen is er inderdaad sprake van trio's voor twee hoge stemmen en een bas. Daarbij kan men zich afvragen of de basso continuo niet versterkt kan worden door toevoeging van een viola da gamba om de linkerhand van het klavecimbel te versterken. Een kopie, gemaakt waarschijnlijk in 1725, met andere woorden twee jaar na Bachs verhuizing naar Leipzig, door een van de hoofdkopiisten van Bach, Johann Heinrich Bach, en door Bach zelf voltooid, heeft inderdaad als titel Sei Suonate à Cembalo concertato e Violino Solo, col Basso per Viola da Gamba accompagnato se piace. Composte da Giov. Sebast. Bach (Zes sonates voor concerterend klavecimbel en soloviool, met optionele begeleiding van de viola da gamba). Een keus die aan de uitvoerders wordt overgelaten dus. De werken worden meestal uitgevoerd zonder gebruikmaking van de door Bach geboden mogelijkheid tot toevoeging van een viola da gamba; (Nikolaus Harnoncourt heeft deze mogelijkheid, als een van de weinigen, wel benut in zijn opname (zie discografie).
Het feit dat deze werken zowel een Duitse als een Italiaanse titel kregen maakt nogmaals duidelijk dat de vormen en de technieken vanuit Italië afkomstig waren en gecombineerd werden met het Duitse contrapunt. Bach maakte gebruik van de Italiaanse sonata da chiesa-vorm (de kerksonate met vier delen: langzaam-snel-langzaam-snel). Alleen de zesde sonate is in de vorm van een sonata da camera (een kamersonate); deze sonate had oorspronkelijk zes delen, met als nieuw element de invoeging van een paar dansen - het eerste een klavecimbelsolo, het tweede een vioolsolo (later bewerkt door Bach voor zijn klavecimbelpartita BWV 830) - en afgesloten met een herhaling van het snelle eerste deel. Uit beschikbare bronnen blijkt dat Bach de werken tweemaal heeft herzien gedurende zijn verblijf in Leipzig. De wijzigingen in de eerste vijf sonates zijn gering, maar de zesde werd bij beide gelegenheden drastisch gewijzigd. Bach verving de twee dansdelen door een langzaam deel, een instrumentale versie van een sopraanaria met obligate vioolpartij die hij tweemaal opnieuw gebruikte in cantates in Leipzig tussen 1729 en 1730. In de eindversie, die waarschijnlijk dateert uit de jaren veertig van de 18e eeuw, werd dit deel weer vervangen door een tweedelig allegro in e-klein voor soloklavecimbel, met een uitgebreider en expressief adagio dat het originele adagio verving. Een nieuw allegro in 6/8 in da capo-vorm verving de letterlijke herhaling van het eerste deel als finale (alternatieve delen bij Rousset; zie discografie).
De eerste twee delen van de sonates verhouden zich als prelude en fuga, met het contrast van een rustig, dromerig karakter tegen een levendig fugadeel met drie stemmen. Het derde deel is overwegend rustig en poëtisch, in een cantabile-stijl. Het afsluitend deel is steeds briljant en zeer levendig in een concertante stijl die de uitvoerenden de gelegenheid geeft hun virtuositeit te tonen.
De beweeglijkheid van de melodische lijnen, de behandeling van de vioolpartij en de structuur van de delen zijn typisch Italiaans; maar het strenge contrapunt, de polyfonische dichtheid en de solide uitwerking gaan terug op de grote Duitse traditie.
De sonates worden abusievelijk ook wel aangeduid als 'vioolsonates', maar in tegenstelling tot de sonates voor viool en basso continuo (BWV 1021 en 1023) zijn deze sonates expliciet geschreven voor obligaat klavecimbel en viool (in deze volgorde). De sonates waren daarmee een nieuwigheid: voor de eerste keer was er geen sprake van een partij voor een solist en een klavecinist die alleen harmonische ondersteuning gaf, maar is er hier een gelijkwaardige rol voor beide instrumenten. 
Die gelijkwaardigheid kan worden geïllustreerd aan de hand van een aantal voorbeelden. Al in het eerste allegro (sonate nr.1) wordt er een dialoog in fugastijl opgebouwd tussen viool en de rechterhand van het klavecimbel, terwijl de linkerhand de baslijn speelt, ondersteund door de rechter wanneer daar gelegenheid voor is. Het klavecimbel neemt ook de bariolage-techniek over van de viool, karakteristiek voor het Italiaanse barokidioom van de viool. Fugadialoog komt weer terug in het allegro van de vierde sonate. In het adagio van de vijfde sonate levert de viool de harmonische vulling, terwijl de ene hand in het klavecimbel de ander beantwoordt. En als de viool een intens expressieve melodie speelt (zoals in het adagio van de vierde sonate), dan beperkt het klavecimbel zich niet tot een continuorol, maar speelt het reeksen triolen om bij te dragen aan de stemming van het deel. In het openingsdeel van de vijfde sonate is het klavecimbel prominent aanwezig, maar het speelt in de langzame derde delen een dienende continuo-rol.

## Geselecteerde discografie
- Gustav Leonhardt (klavecimbel) en Sigiswald Kuijken (barokviool) (1974; Deutsche Harmonia Mundi, 2LPs, 1C 151-99820/21; later uitgebracht op 2CDs in de Editio Classica van DHM, GD 77170)
- Herbert Tachezi (klavecimbel), Alice Harnoncourt (barokviool) en Nikolaus Harnoncourt (viola da gamba) (1976; Johann Sebastian Bach – Kammermusik, Teldec, 2LPs met partituur, 6.35310 EX; later uitgebracht op 2CDs  The Chamber Music: Violin (sic) sonatas BWV 1014-1018; the Complete Bach Edition, vol. 11, nr.7, Teldec 3984-257 16-2)
- Robert Hill (klavecimbel) en Reinhard Goebel (barokviool) (1983; Archiv Produktion – Galleria; 2CDs 427 152-2)
- Christophe Rousset (klavecimbel, Hemsch 1763) en Stefano Montanari (barokviool, Jacobsz 1680) (Ambroisie 2CDs, AM109)